# Goriška vas pri Škocjanu
Goriška vas pri Škocjanu – wieś w Słowenii, w gminie Škocjan. W 2018 roku liczyła 63 mieszkańców.